# NGC 794
NGC 794 је елиптична галаксија у сазвежђу Ован која се налази на NGC листи објеката дубоког неба.
Деклинација објекта је + 18° 22' 22" а ректасцензија 2h 2m 29,4s. Привидна величина (магнитуда) објекта NGC 794 износи 12,8 а фотографска магнитуда 13,8. NGC 794 је још познат и под ознакама IC 191, UGC 1528, MCG 3-6-24, CGCG 461-31, PGC 7763.